# U.S. National Championships 1892
Die 12. U.S. National Championships 1892 waren ein Tennis-Rasenplatzturnier der Klasse Grand Slam. Das Herrenturnier fand vom 22. bis 31. August 1892 im Newport Casino in Newport statt. Die Damen spielten vom 23. bis 27. Juni 1892 in Philadelphia. Erstmals fand in Philadelphia auch ein gemischtes Doppel statt.